# Scandolara Ripa d'Oglio
Scandolara Ripa d'Oglio (Scandulèera in dialetto cremonese) è un comune italiano di 511 abitanti della provincia di Cremona, in Lombardia.

## Storia

### Simboli
Lo stemma e il gonfalone del comune sono stati concessi con decreto del presidente della Repubblica del 6 ottobre 2003.
Il gonfalone è un drappo partito di giallo e di azzurro.

## Monumenti e luoghi d'interesse
- Chiesa di San Michele Arcangelo

## Società

### Evoluzione demografica
Abitanti censiti

## Amministrazione
| Periodo | Periodo   | Primo cittadino         | Partito              | Carica  | Note |
| ------- | --------- | ----------------------- | -------------------- | ------- | ---- |
| 1985    | 1990      | Francesco Agnelli       | Democrazia Cristiana | Sindaco |      |
| 1990    | 1995      | Faustino Silvio Galetti | Democrazia Cristiana | Sindaco |      |
| 1995    | 1999      | Giancarlo Bosio         | Centro               | Sindaco |      |
| 1999    | 2009      | Valter Grandi           | Lista civica         | Sindaco |      |
| 2009    | 2014      | Pierino Agnelli         | Lista civica         | Sindaco |      |
| 2014    | 2024      | Angiolino Zanini        | Lista civica         | Sindaco |      |
| 2024    | in carica | Mattia Federici         | Lista civica         | Sindaco |      |